# Indicoblemma lannaianum
Indicoblemma lannaianum är en spindelart som beskrevs av Burger 2005. Indicoblemma lannaianum ingår i släktet Indicoblemma och familjen Tetrablemmidae.
Artens utbredningsområde är Thailand. Inga underarter finns listade i Catalogue of Life.